# 萨纳齐亚
萨纳齐亚（波蘭語：Sanacja），又译治愈运动，是波兰在两次世界大战之间的一场政治运动，开始于约瑟夫·毕苏斯基1926年五月政变前，并于政变后夺取政权。萨纳齐亚运动得名于毕苏斯基所希望的使波兰政体实现道德上的“治愈”，运动一直持续至1935年毕苏斯基去世，此后运动逐渐分裂。